# Mecyclothorax molokaiae
Mecyclothorax molokaiae (лат.) — вид жуков-жужелиц рода Mecyclothorax из подсемейства Псидрины.

## Распространение
Встречаются на острове Молокаи из группы Гавайских островов на высотах от 900 до 1380 м. Этот вид был найден у древовидного папоротника Cibotium и у миртового растения Metrosideros.

## Описание
Мелкие жужелицы, длина менее 5 мм (от 3,5 до 3,9 мм). Из остальных четырёх молокайских видов группы М. ovipennis, к которым относятся особи с сердцевидной переднегрудью и голыми задними углами, — М. joni, M. lissopterus, M. arcuatus и M. exilis — этот вид можно отличить по: 1) сильно поперечной микроскульптуре надкрылий, состоящей из линий, образующих лишь редкие скульптурные ячейки, поперечная микроскульптура приводит к синевато-радужному оттенку выпуклых промежутков надкрылий; 2) базолатеральные края переднеспинки прямые лишь на коротком расстоянии или не на всех передне-задних углах, которые могут варьировать у разных особей от слегка острых до отчётливо тупых; 3) надкрылья субяйцевидные, основание широко закругленное, латеральные плечи, не наклонённые наружу от узкого основания, базальная борозда переходит в латеральное краевое вдавление по плавной, хотя и сильно закругленной кривой, но не под углом; 4) надкрылья с рыжеватым пятном в вершинной пятой части, более темное пятно окаймлено снизу рыжеватым основанием, а на вершине — желтоватой вершинной краевой перевязью.

## Таксономия
Вид был впервые описан в 1903 году английским энтомологом Дэвидом Шарпом (1840—1922), а его валидный статус подтверждён в ходе ревизии, проведённой в 2007 году американским колеоптерологом James Kenneth Liebherr (Cornell University, Итака, США).